# Vallée du Génie
 (février 2021).
Si vous disposez d'ouvrages ou d'articles de référence ou si vous connaissez des sites web de qualité traitant du thème abordé ici, merci de compléter l'article en donnant les références utiles à sa vérifiabilité et en les liant à la section « Notes et références ».
La Vallée du Génie est un des quartiers de la ville de Nouméa, en Nouvelle-Calédonie.

## Histoire

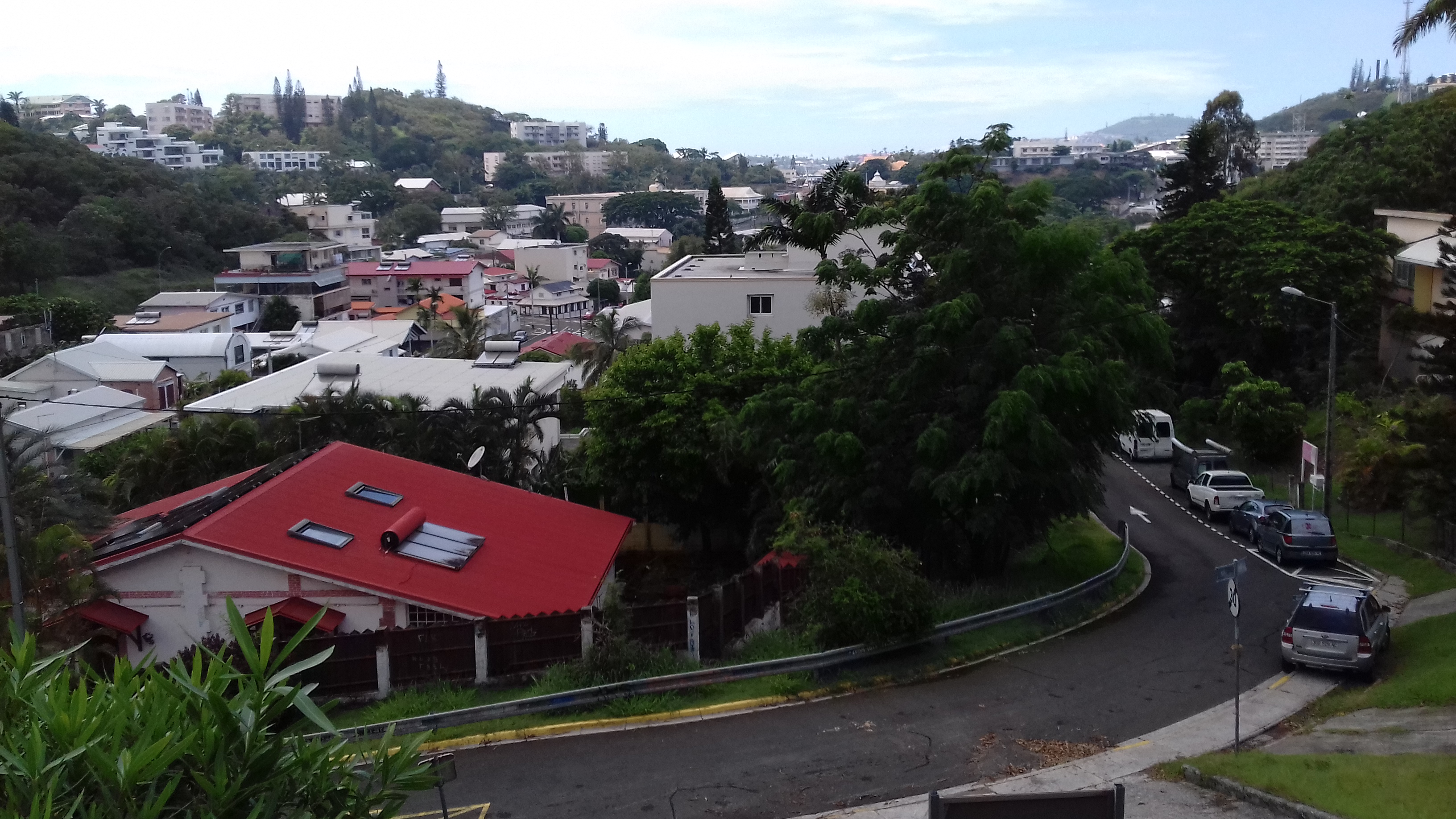
Vue d'ensemble de la Vallée du Génie

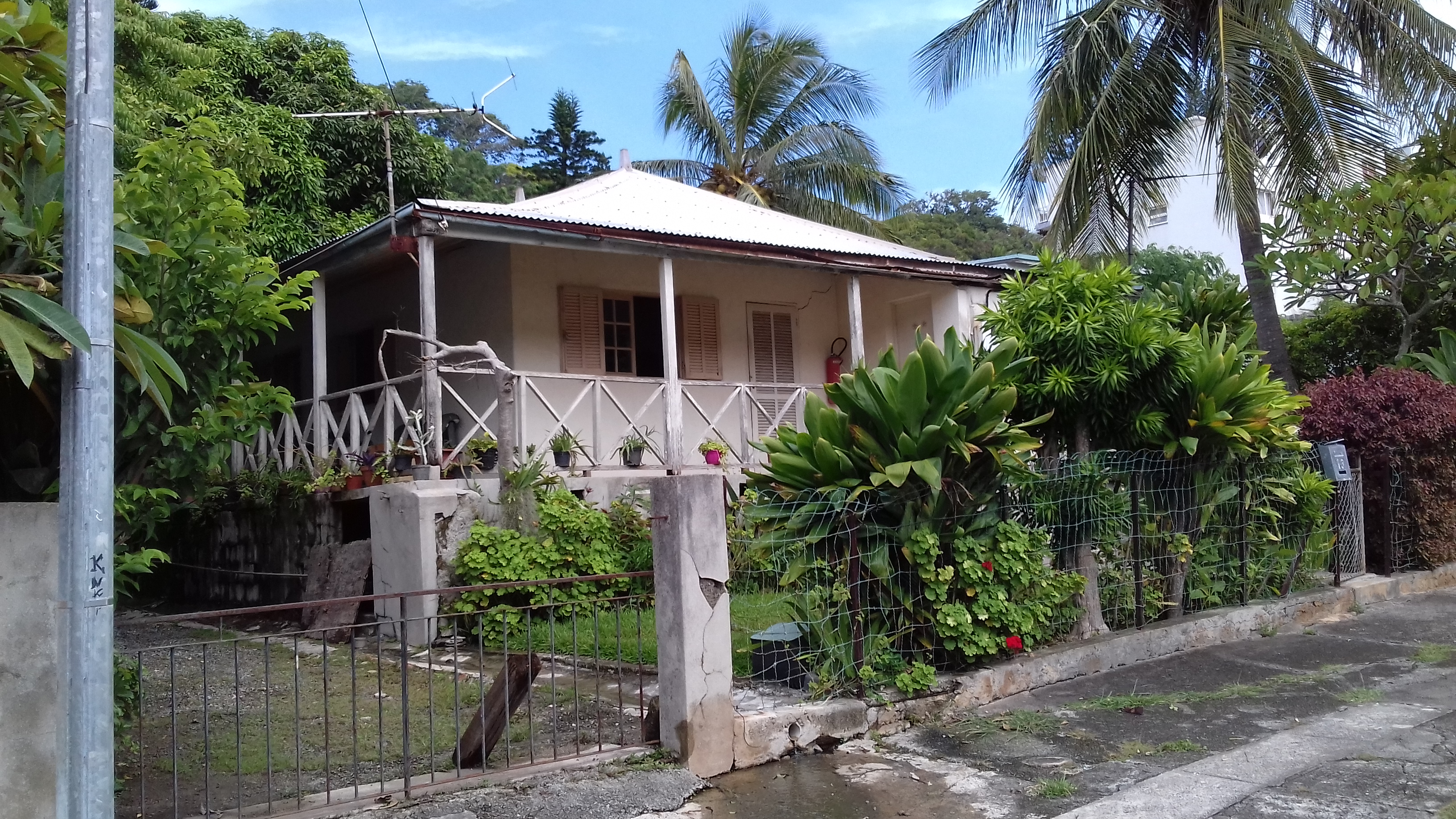
Maison située dans la Vallée du Génie

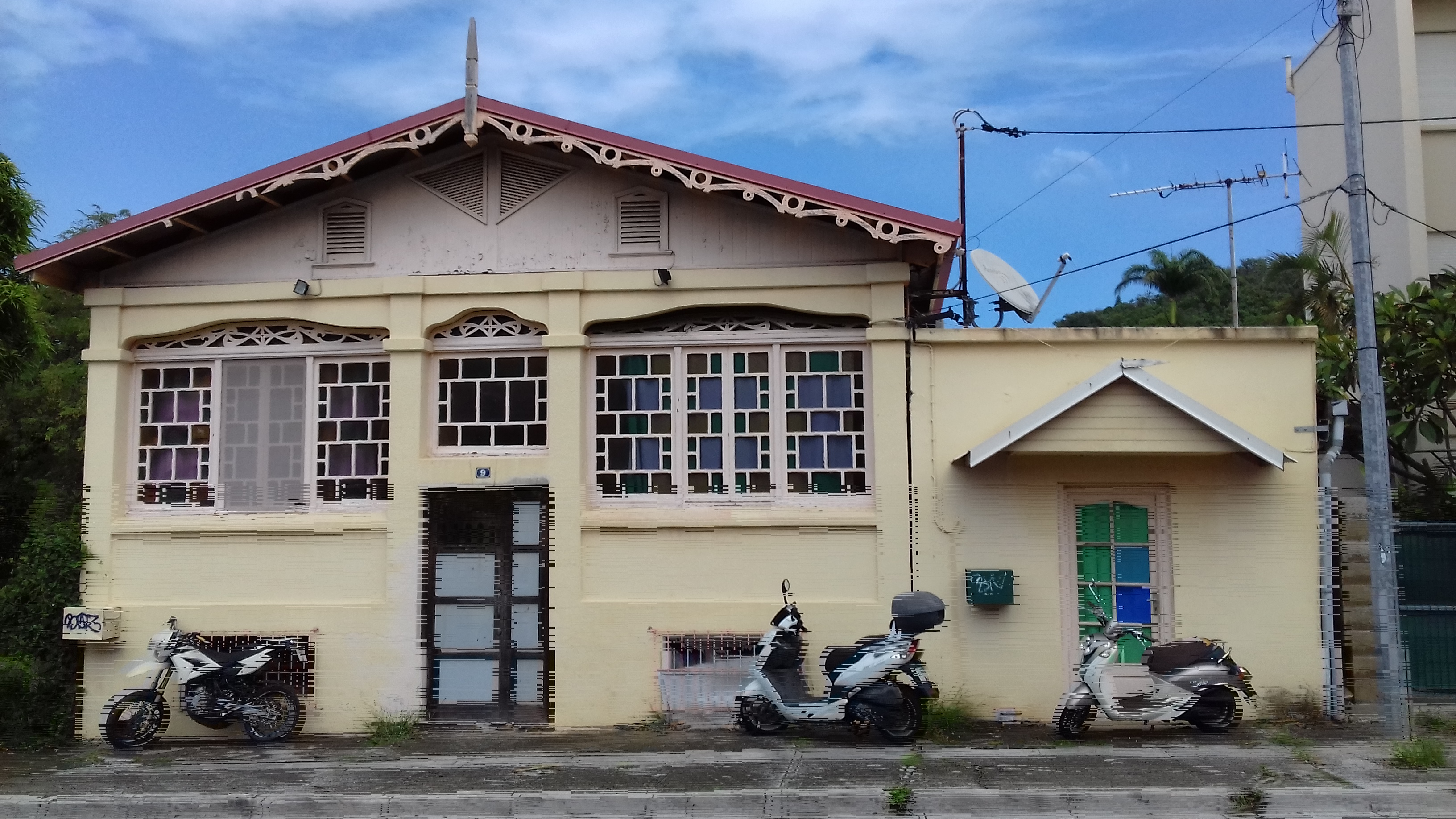
Maison située dans la Vallée du Génie

D'abord appelée vallée de la Houatimeboulou ou Watimbulu, puis vallée de L'Aventure du nom de la corvette à voile commandée en 1855 par le gouverneur Du Bouzet, elle débouchait alors directement sur la mer, jusqu'à ce que des remblais soient réalisés pour aménager une partie du centre-ville.
Elle sert dans un premier temps de jardin potager pour l'infanterie de marine à partir de 1866, puis accueille en 1870 les bâtiments du corps du génie, ce qui lui vaut son nom actuel. Vers 1911, elle abandonne une première fois sa fonction militaire pour accueillir les logements des ouvriers de l'usine de fonte de nickel de Doniambo récemment construite, mais redevient un camp militaire durant la Seconde Guerre mondiale en y accueillant les soldats néo-zélandais préposés au déchargement des navires. Enfin, à la fin de la guerre, un lotissement y est aménagé pour les anciens volontaires du bataillon du Pacifique.
On y trouve quelques vestiges de son passé militaire, comme le tribunal militaire (1878) et le tribunal de la Marine (1875) ainsi que des maisons typiques des différentes époques de l’histoire de Nouméa. Elle est dominée par la colline du Sémaphore (nommée ainsi du fait qu'y était installé au XIXe siècle un sémaphore) sur laquelle se trouve l'actuelle salle de spectacle de la Fédération des Œuvres Laïques (F.O.L.).

## Démographie
Selon le recensement de la population de 2014, le quartier de la Vallée du Génie comptait 364 habitants.